# ترک (خلخال)
ترک یک روستا در ایران است که در دهستان خانندبیل غربی در بخش مرکزی شهرستان خلخال واقع شده‌است. ترک ۱۱۲ نفر جمعیت دارد.